# Voikkaa
Voikkaa est un quartier et une zone statistique de Kuusankoski à Kouvola en Finlande .

## Description
Voikkaa est situé dans la partie nord de l'ancienne ville de Kuusankoski, à l'est du fleuve Kymijoki. 
La papeterie de Voikkaa a fonctionné jusqu'en 2006.
Voikkaa  abrite, entre-autres, l'église de Voikkaa, l'école de Voikkaa, l'école d'Hirvelä, le centre sportif de Voikkaa, la caserne de pompiers de Kuusankoski et la gare routière de Voikkaa.
Voikkaa est traversé par la route régionale 365 et à proximité de la kantatie 46.
Les quartiers voisins sont Kuusankoski, Pilkanmaa, Oravala, Selänpää, Valkealan kirkonkylä et Jokela.

## Galerie

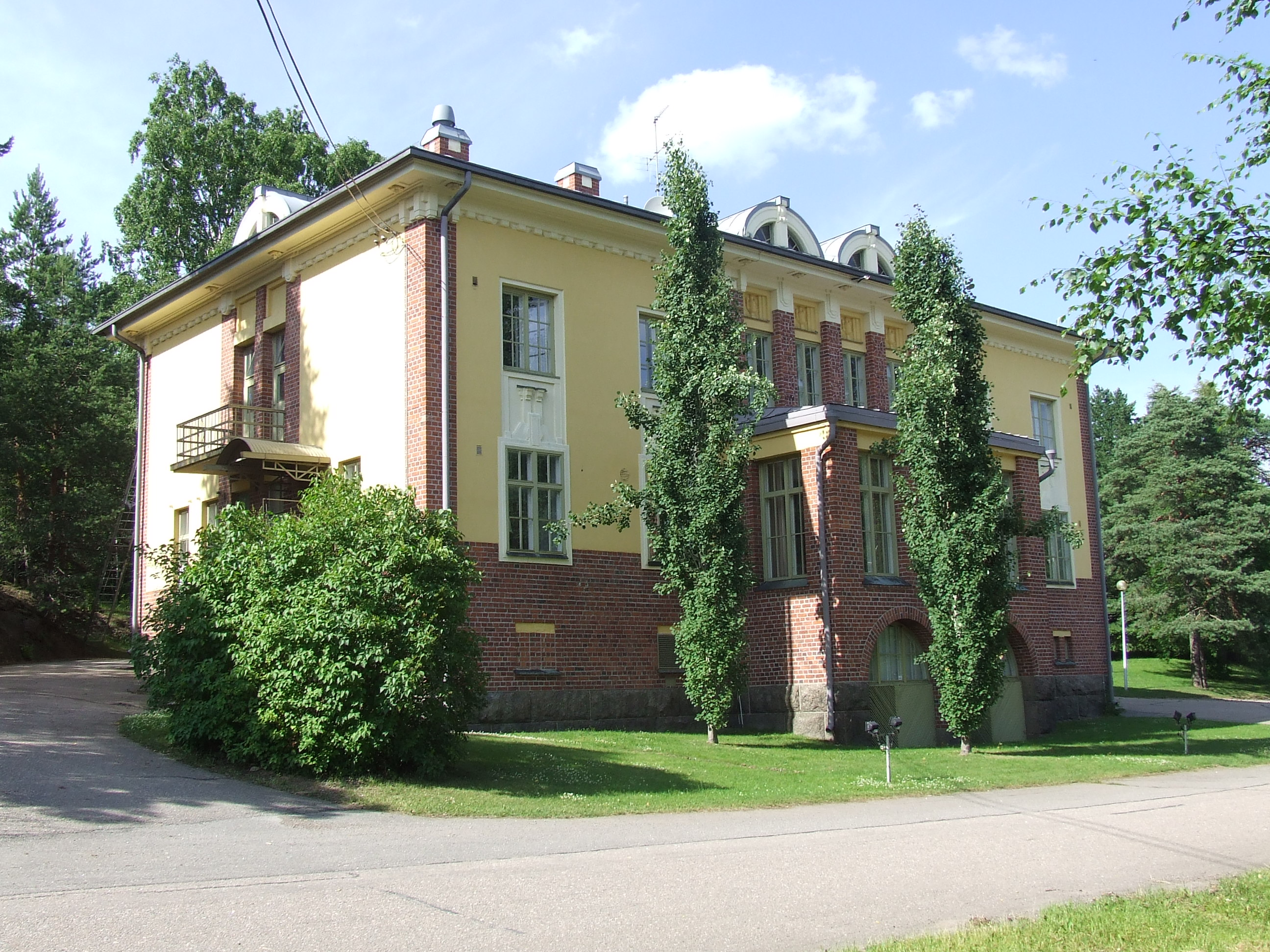
Club de Voikkaa.
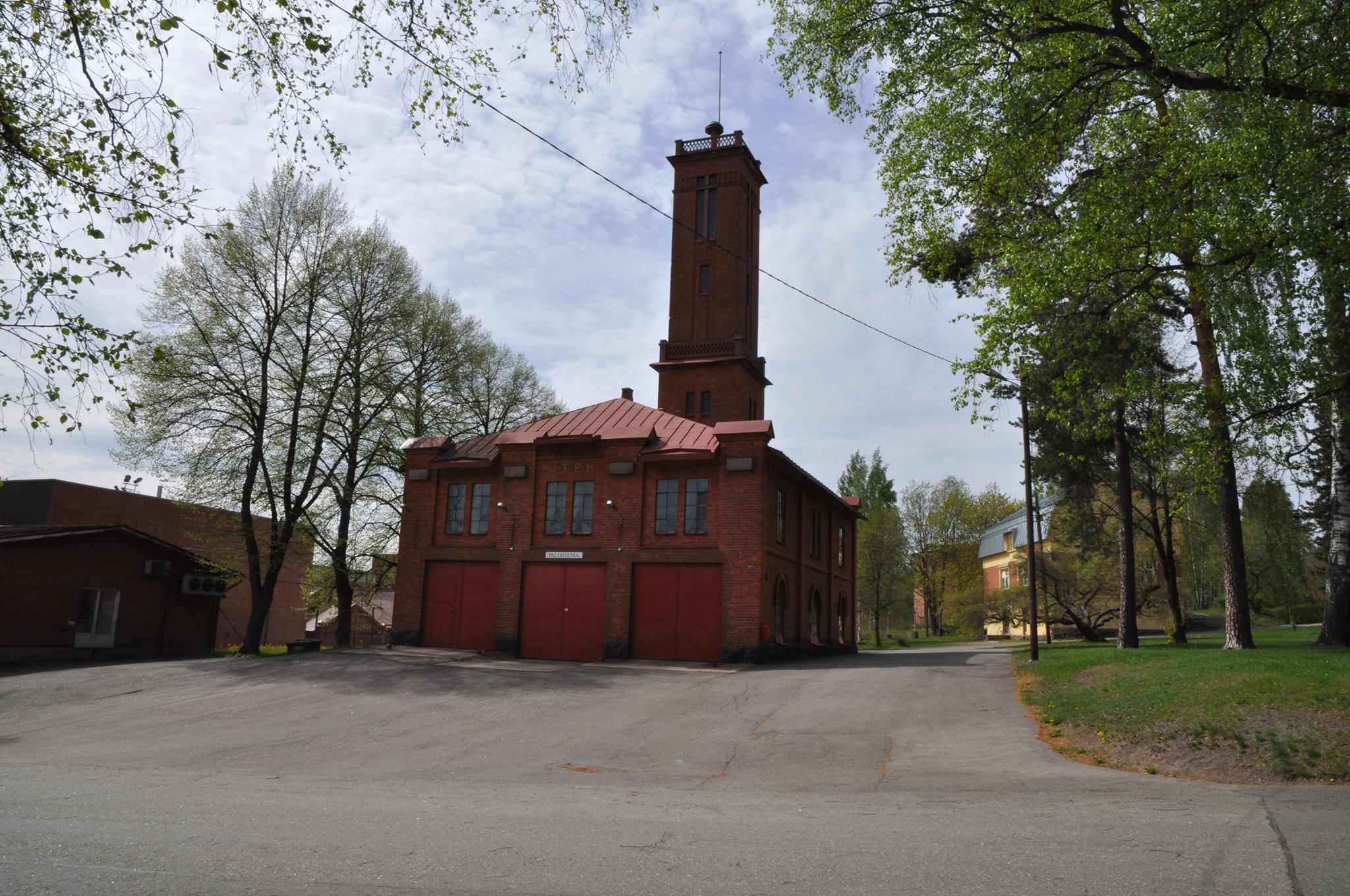
Caserne de pompiers.
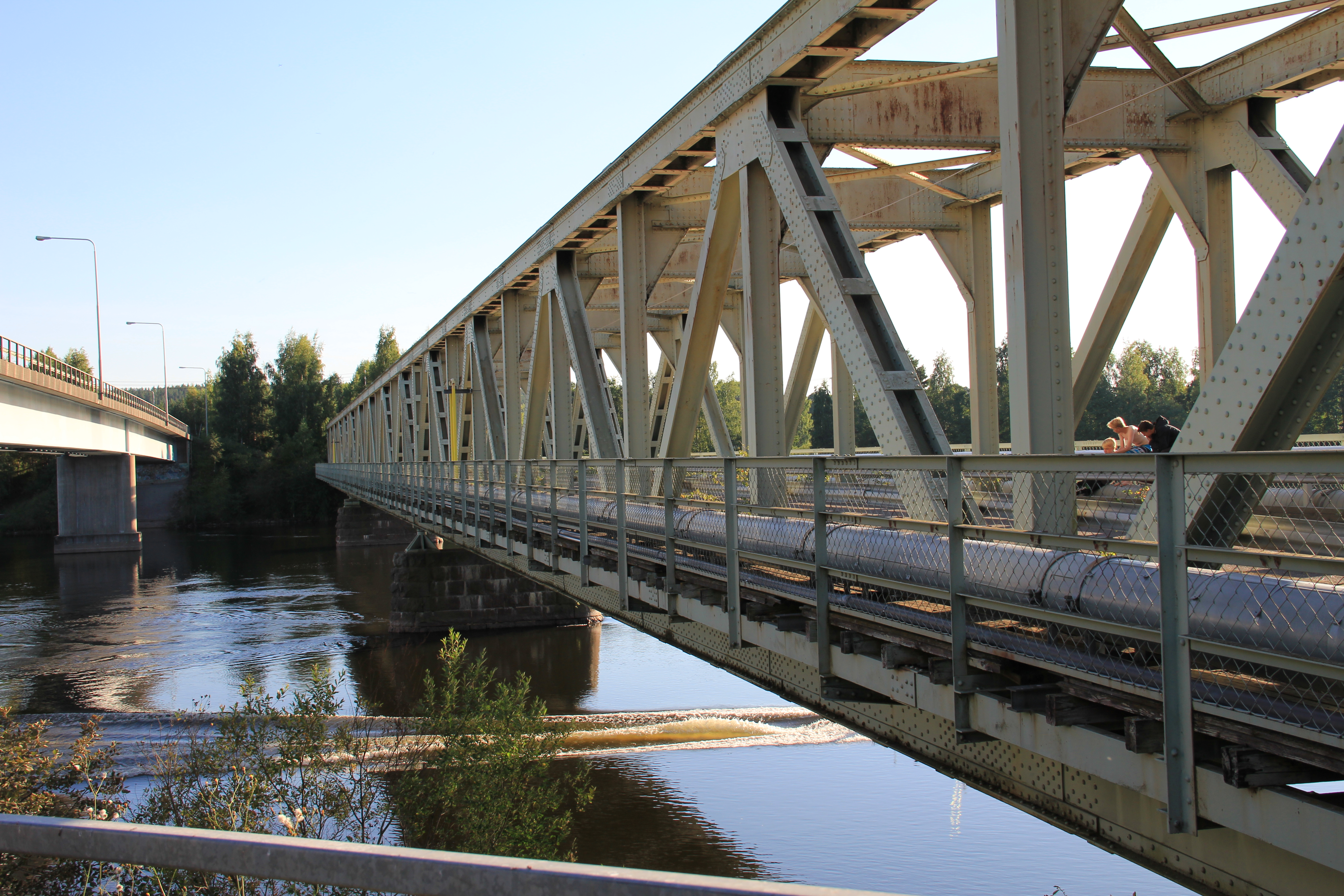
Pont ferroviaire.
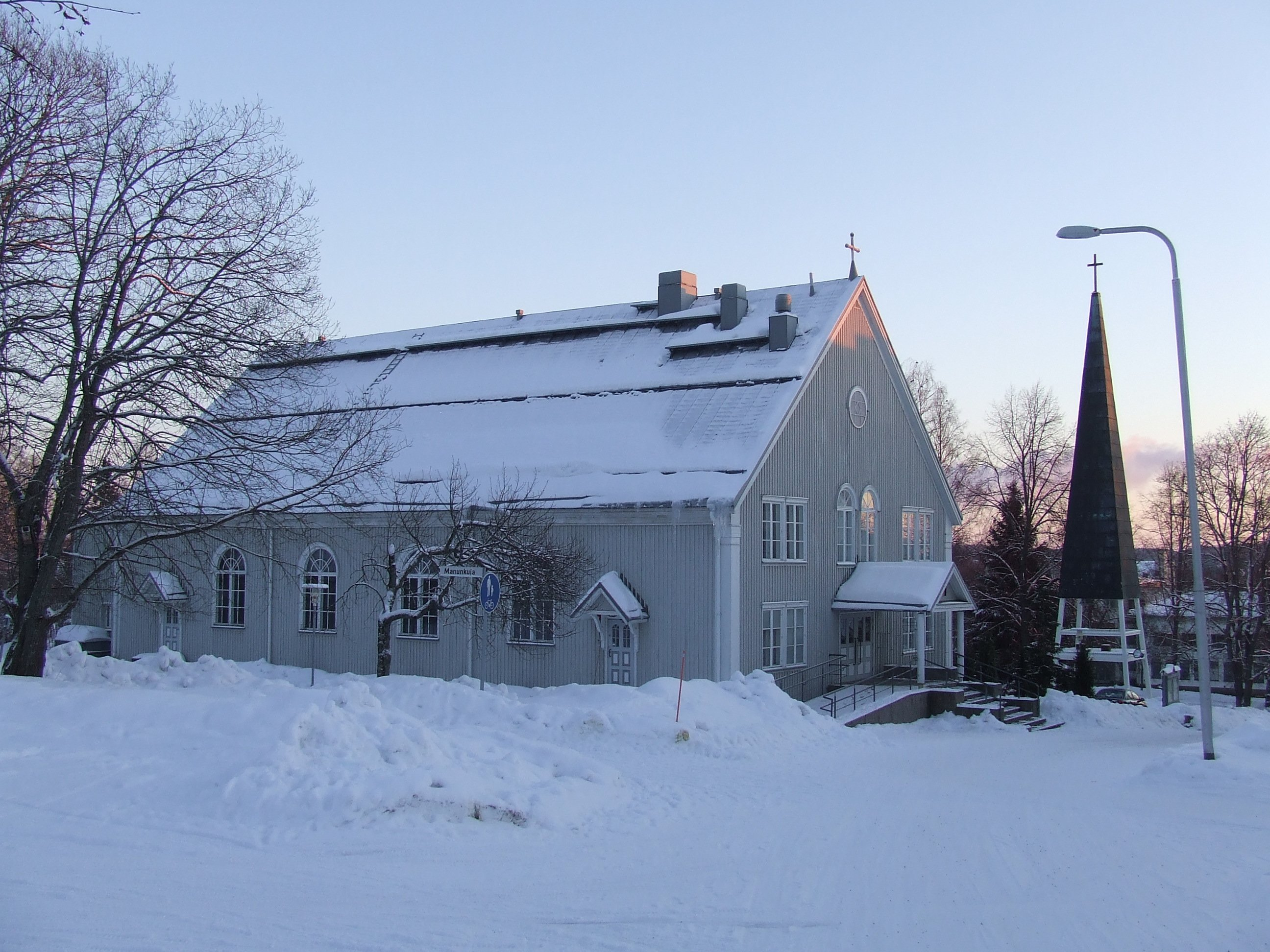
Église de Voikkaa
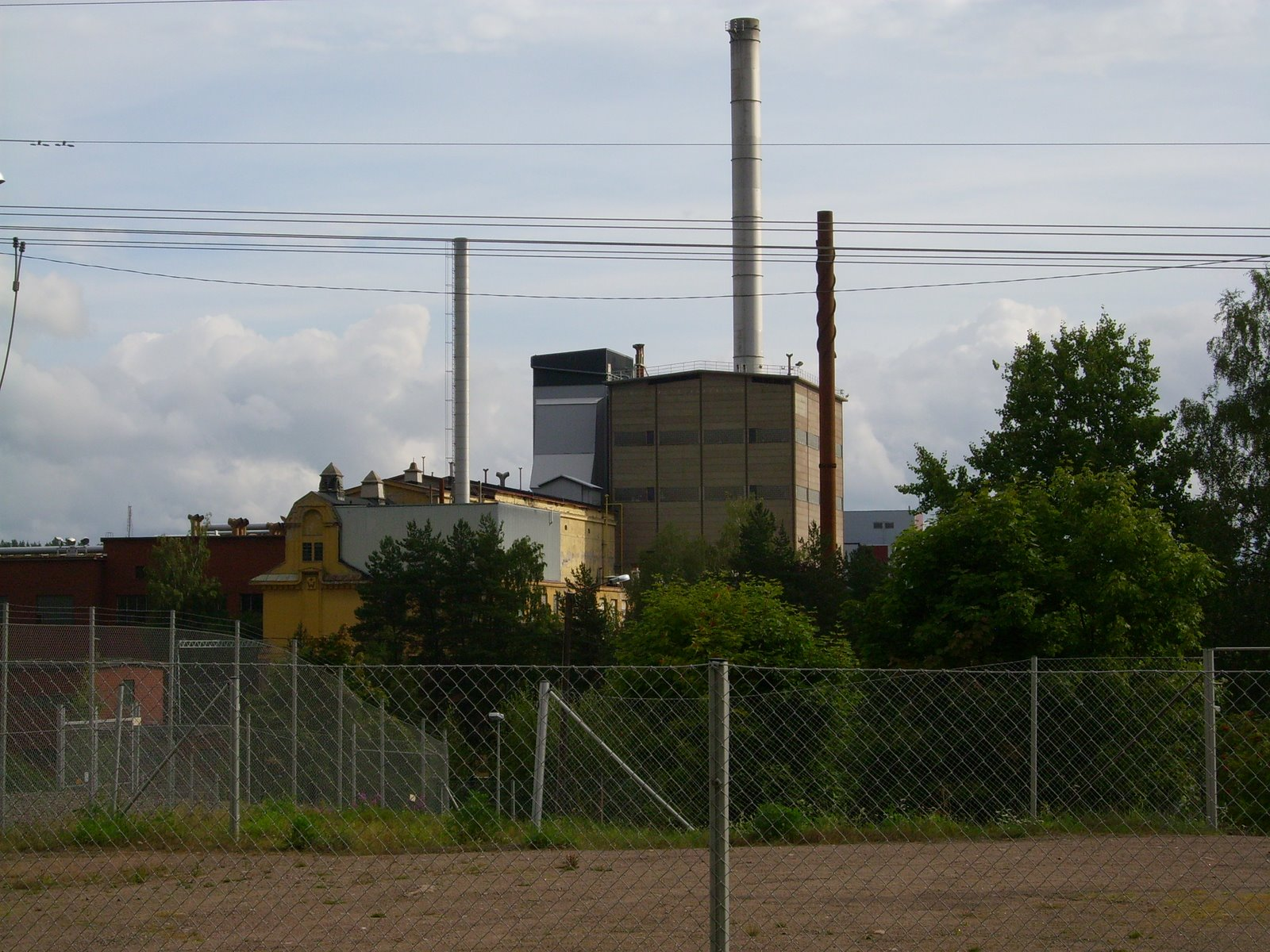
Ancienne papeterie de Voikkaa.